# Strong City (Oklahoma)
Strong City è un comune degli Stati Uniti d'America, situato nello Stato dell'Oklahoma, nella Contea di Roger Mills.